# سليمان محمد الخليفي

## السيرة الذاتية
الشاعر سليمان محمد الخليفي شاعر وناقد وقصاص ولد في حي المرقاب بالكويت عام 1946م.

## دراسته
درس في كل من الكويت أمريكا والاتحاد السوفيتي وحصل على دبلوم في الهندسة الإلكترونية من كلية الصناعة الصناعة في الكويت عام 1965م، ثم درس في المعهد الحكومي للفن المسرحي في موسكو عام 1969م-1972م، كما حصل في عام 1980م على درجة الباكوريوس من المعهد العالي للفنون المسرحية بدولة الكويت قسم النقد.
يمزج في قصائد كثيرة بين الحر والمقفى القائم على بحر ثابت.
تأثر بالشعر الحديث واتجاهه إلى قصيدة التفعيلة.
يعبر عن الجانب القومي والعربي بوضوح حيث نلمس صدق انتمائه إلى الامة وقضاياها والتزامه بالدفاع عن المظلومين والمحترفين بأغلال الكبت والظلام.
يولي اهتماما بتراثه الشعبي والإنساني فيكتب عن البحر والصياد القديم وخوجه إلى حياة البحر الخطرة وربما لا يعود ويصبح شهيداً في لجة هذا البحر الذي يبتلع في أعماقه روح الإنسان دون رحمة أو شفقة.

## عمله
عمل في المجلس الوطني للثقافة والفنون والآداب لفترة من 1975م إلى 1978م.
عضو في رابطة الادباء منذ عام 1972م وواحد من المساهمين في تأسيسها.
سكرتير تحرير مجلة البيان التي تصدر عن رابطة الادباء عام 1982م ورئيس تحريرها في عام 1994م.
سكرتير تحرير مجلة الثقافة العالمية التي تصدر عن المجلس الوطني للثقافة والفنون الآداب في الفترة من 1992م إلى 1994م.

## مؤلفاته
- الهدامة مجموعة قصص قصيرة
- صقر الرشود والمسرح في الكويت
- ذرى الأعماق ديوان شعر